# Katana

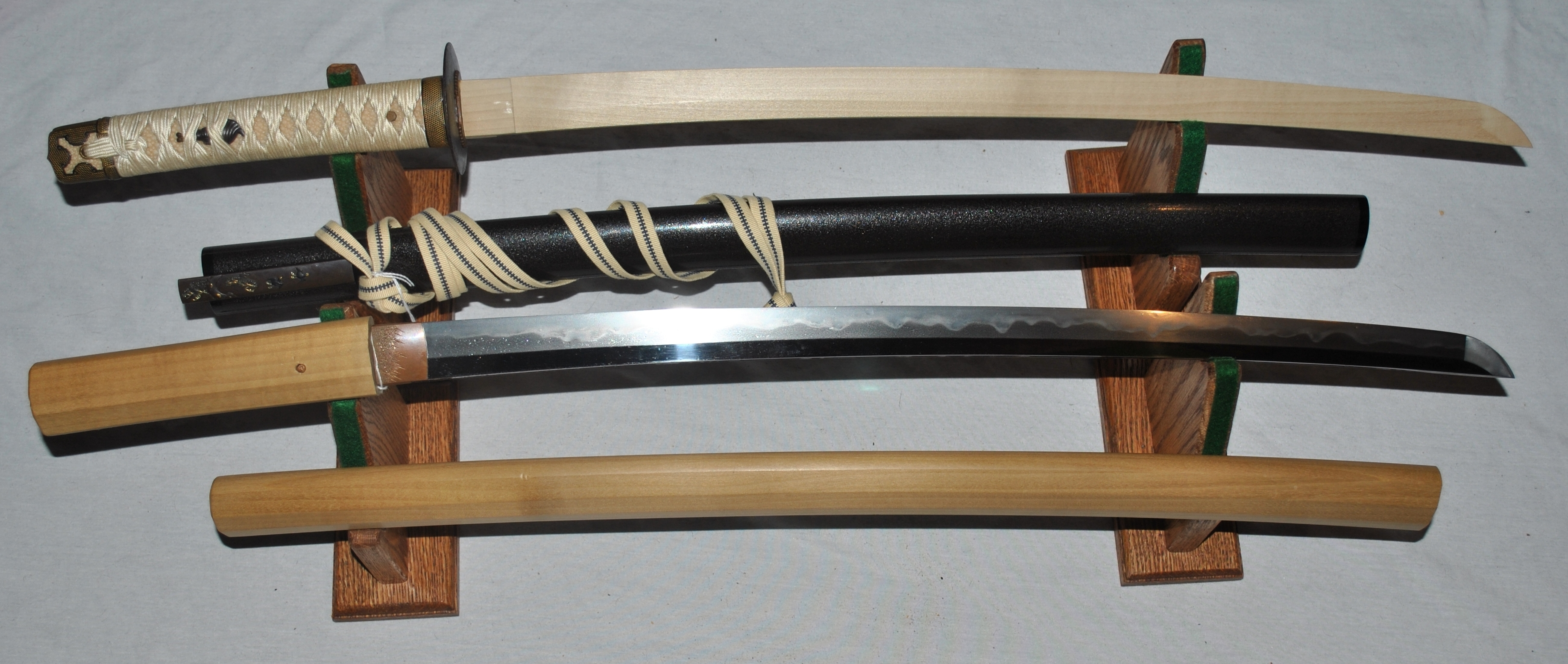
Japanska katana-svärd uppsatta i en ställning.

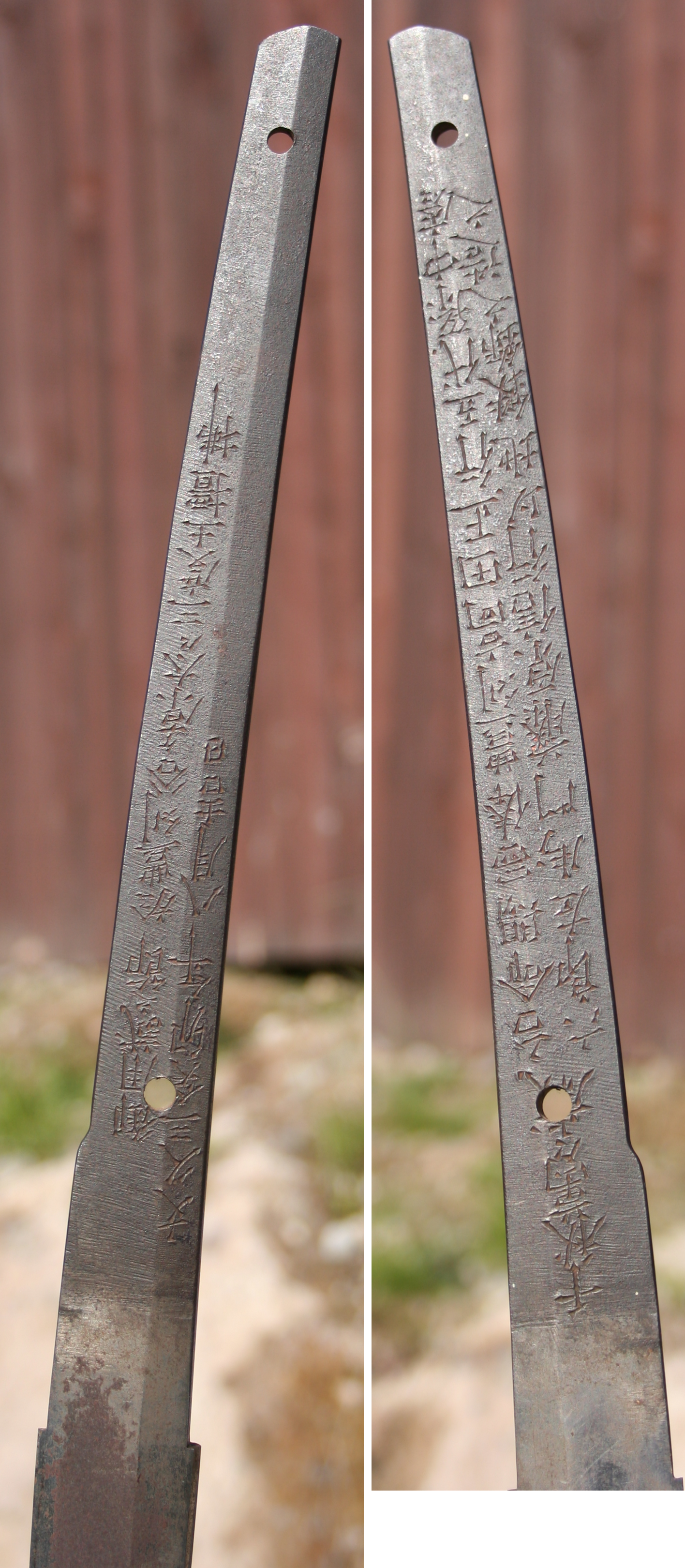
Katana-tånge (nakago) med signaturer.

Katana (japanska: 刀, かたな, ungefär "eneggare", se avsnittet etymologi), i västvärlden även kallat samurajsvärd, är ett japanskt enkeleggat svärd, cirka 90–120 cm långt (en längd på tre till fyra shaku, där en shaku är ungefär 30,3 cm), med en klinga på 60–90 cm (två till tre shaku). Katanan faller i längdgruppen daitō, som betyder "långt svärd". Den krökta formen gör det möjligt att snabbt dra svärdet ur skidan, men ger också en skärande rörelse i hugget när svärdet träffar motståndaren. Krökt klinga ser man på ryttarsvärd från hela världen och underlättar hugg från hästryggen samt minskar risken att svärdet fastnar och slits ur ryttarens hand. Katanan är en del i det svärdspar som samurajerna bar med sig, daishō. Det andra svärdet i ett sådant par kallas wakizashi och är ett kortare svärd. Katanan hanteras vanligast med två händer, men även med en hand tillsammans med wakizashin.

## Etymologi
Katana (kanji: 刀, hiragana: かたな) betyder "ensidig (d.v.s. eneggad) klinga" (kata + na), och kan därför ungefär översättas till "eneggsklinga" eller "eneggare".

## Utveckling
De första svärd som kom till de japanska öarna kom via Korea från Kina, och var av rak, dubbeleggad typ, inte olik det kinesiska jian-svärdet. Så småningom kom formen att övergå till en enkeleggad, rak variant, kallad chokutō. Chokutōn utvecklades till det svärd som kallas tachi. Tachi-svärdet var ett kavallerivapen och hade därför en förhållandevis lång klinga. Tachin bars med eggen neråt, teorier pekar på att svärdets krökta form tillät det att dras snabbare. När det blev mindre vanligt med ridande samurajer, utvecklades katanan. En katana fästs inte i bältet på samma komplicerade sätt som tachin, den sticks helt enkelt in i bältet, med eggen uppåt.

## Tillverkningsprocess

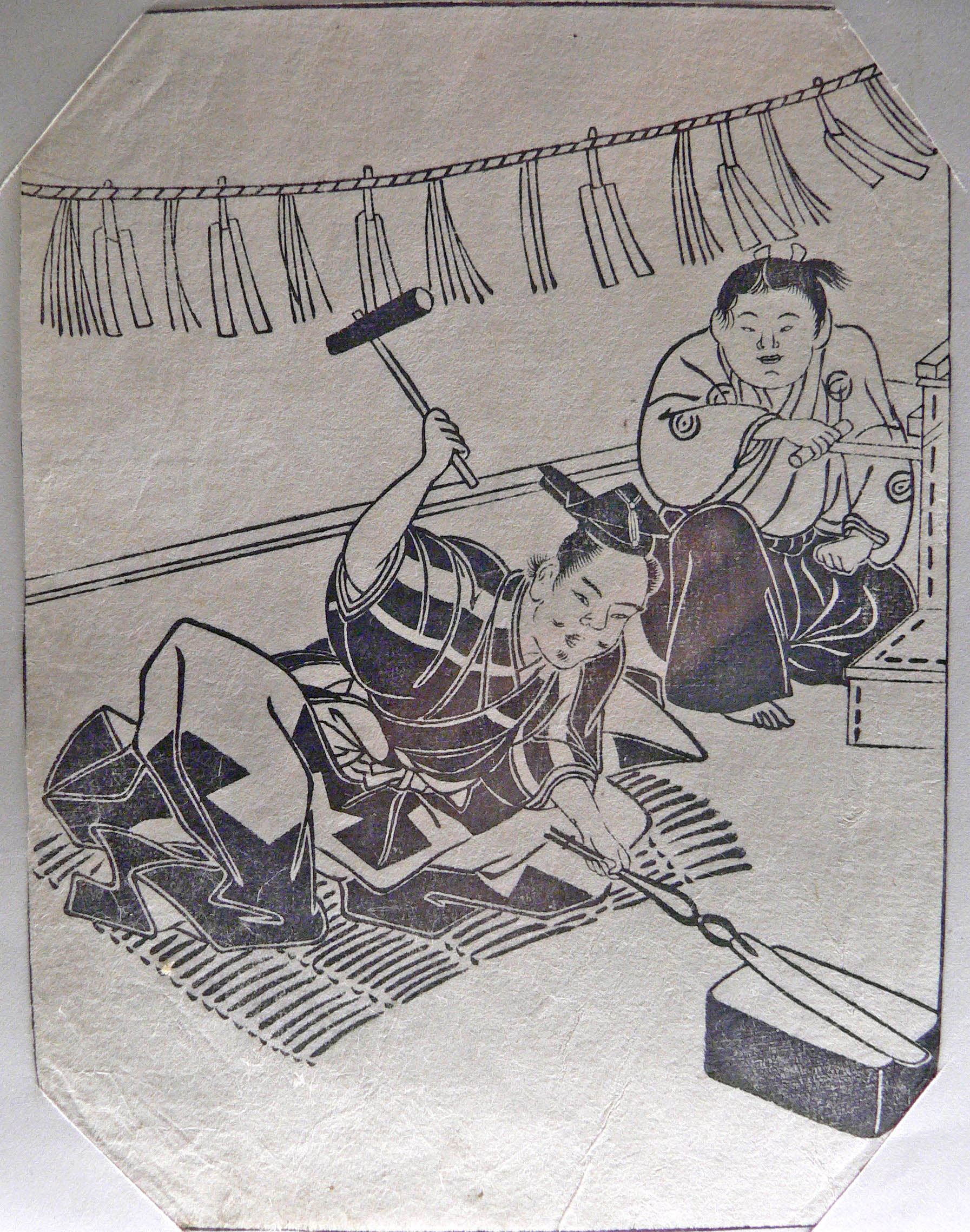
Historisk tillverkning av katana

Katana tillverkas traditionellt av japanskt Tamahagane-stål, som görs med sand. Tamahagane är ett stål av inte så hög kvalitet, med många  orenheter. Om svärdet bara hade smitts av sådant stål, skulle härdningen blivit synnerligen oberäknelig och ojämn. Svärdet skulle med största säkerhet bli odugligt. Problemet med orent stål möttes av smeder över hela världen och en mycket vanlig lösning var att damaskera. Den tillämpades även i Japan och gick ut på att vika stålet flera gånger över sig självt - enligt traditionen 16 gånger - för att på så sätt driva ut vissa orenheter och jämna ut kolhalten i stålet. Varje vikning fördubblar antalet lager. En traditionellt smidd katana kan alltså i princip kunna sägas bestå av {\displaystyle 2^{16}=65536} lager stål.
Klingan tillverkas i flera delar med olika stålblandningar som härdas separat till olika hårdhet och seghet och sen smids ihop: en seg kärna i mitten, och ett hårt stål för eggen och sidorna. Vissa typer har även en separat rygg, mune. Klingan kan alltså bestå av mellan två (Makurikitae-Kôbuse) och fem (Shihôzume) delar. 
Den avslutande härdningsprocessen är något speciell hos katana. Inför härdningen täcks hela katanan förutom den del som är närmast eggen med ett lager pasta av en särskild lera. Sammansättningen och utstrykningen av härdningspastan var en särskild hemlighet hos svärdssmederna. Sedan hettas katanan upp, och sänks ner i vatten. Pastan fördelas olika tjockt på olika delar av klingan för att ge olika isolering. De delar med tunnare pasta kyls ner snabbt och härdas alltså mer än de delar som isolerats mer. För att förstå detta bättre behöver man veta lite om metallurgi. Ju hårdare stål är desto skarpare kan det slipas, men hårt stål är bräckligt, och även om ett helt hårt svärd skulle vara mycket vasst, skulle det knappast tåla någon större påfrestning. Mjukt stål å andra sidan är mycket tåligt, och absorberar stötar bra, men tyvärr så kan det inte hålla en skarp egg särskilt länge. I Europa löstes problemet genom att man helt enkelt härdade klingorna till en mellannivå. Japanerna löste problemet på ett annat sätt, som kanske kan anses vara den största skillnaden mellan japanska och europeiska svärd. De gjorde eggen hård och ovansidan, ryggen (mune) mjuk. Det resulterade i att svärdet blev både vasst och tåligt.
För svärdssmeden återstår ett krävande arbete med polering och strukturering av klinga och egg för att avslutningsvis signera tången, nakago.

## Monteringar

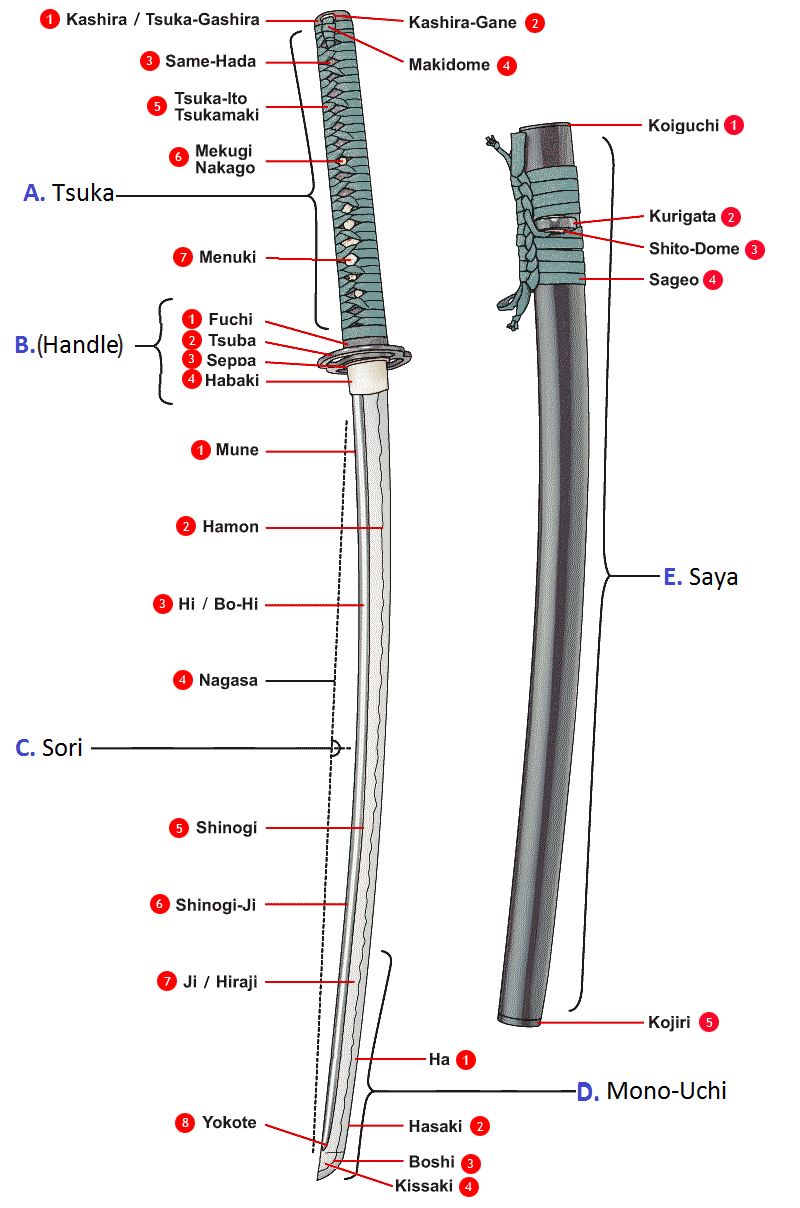
Benämningar på katanans olika delar i detalj på japanska.

Själva klingans (22), sori olika delar har sina specifika namn, exempelvis eggen (27), ha, främre delen (28), mono-uchi och spetsen (31), kissaki. 
För att den ska bli ett fungerande svärd behövs ett antal detaljer utöver kavel och balja -  monteringar, som på japanska kallas tosogu eller Koshirae(拵え), som inbegriper utsmyckningar. Baljan (20), saya (鞘), görs av trä och är vanligen konstfullt lackerad, men kan även vara inlagd med metall, snäckskal eller överdragen med rockaskinn (3), same. På baljan finns en liten knopp (9), kurikata, för upphängning. Vanligen finns på baljan en eller två fickor, för en liten kniv, kozuka, och för en pinne, kogai, som kunde användas för håruppsättning eller som örslev.
Kaveln eller fästet (8), tsuka (柄), görs av trä överdraget med rockahud, same-kawa (鮫皮) och lindas hårt med ett litet band. I änden begränsas kaveln av ett beslag (1), kashira (頭), och mot klingan av (13) fuchi (縁). Under kavellindningen ligger på var sida två små ornament (10), menuki (目貫), avsedda att förbättra greppet. I kaveln finns ett hål som passar mot ett hål i tången (6), mekugi ana. Genom hålen träds själva mekugin, som är en pinne av bambu att hålla samman klingan med fästet.

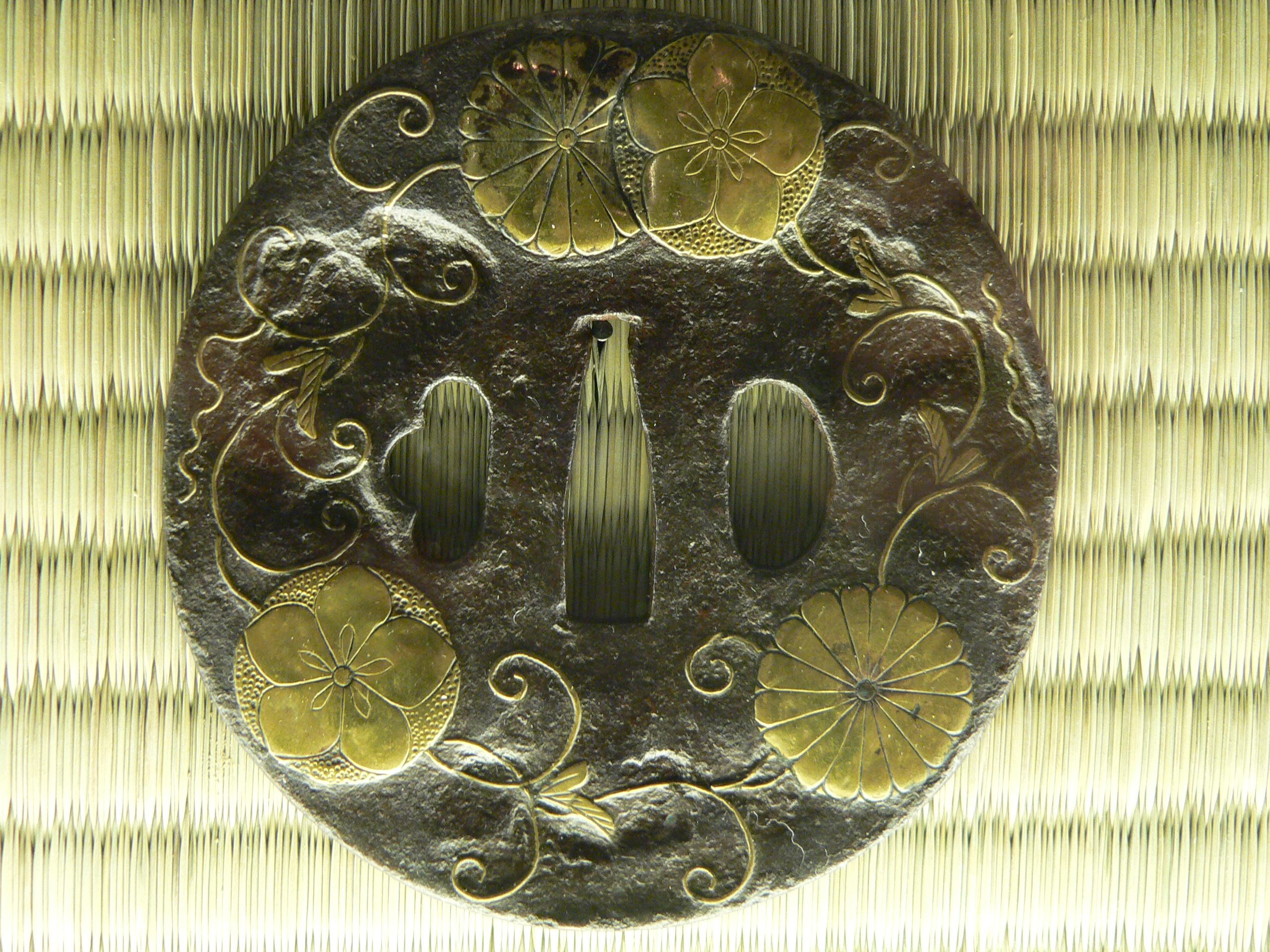
En tsuba med utsmyckning

Parerplåten (14), tsuba (鍔 eller 鐔), är påträdd på tången mellan en krage (16), habaki, som sitter på klingan och fästets (13) fuchi. Ett par små brickor (15), seppa, skyddar tsuban mot nötning. Tsuban består vanligtvis av metall, men den kan vara av exempelvis elfenben. Den är ofta rikt utsmyckad och försedd med tre hål för tång, kōgai (笄) och kozuka (小柄). 
Monteringarna byttes ofta efter tillfällets krav och modets växlingar och tillverkades av ett särskilt hantverksskrå. Det finns därför stora mängder av framför allt tsuba med hög finess och konstnärlig kvalitet. Tsuba, kogai, menuki och kombinerade fuchi-gashira är därför sedan länge eftertraktade samlarobjekt.

## Hantering
Katanan förvarades till skillnad från tachin vågrätt i ett träställ, katanakake. Enligt traditionen finns vissa regler som gäller för, hur man placerar en katana i ett ställ. Grundregeln kan sägas vara: "Fästet till vänster, eggen upp", allt annat är fel. Svärdet bärs med eggen uppåt och ska därför förvaras så, delvis av estetiska skäl men även för att skydda eggen. Fästet ska vara till vänster för att visa att det inte är till för att användas, genom att på så sätt göra det svårare att dra. 
Katanan bärs inte endast med eggen uppåt för att skydda eggen, det är också för att rörelsen när man drar ut svärdet ska bli första hugget. Det är också lämpligt att "säkra" svärdet genom att binda snodden som sitter i skidan runt fästet (12), sageon (下げ緒), så att det inte går att dra det utan vidare. Platsen i rummet är också av vikt, där regeln är att den ska placeras där det inte är helt lätt att nå det, och där omgivningen kan se om någon tar i det. Den ska absolut inte placeras i en hall eller någon annanstans där man passerar. Anledningen till dessa regler är huvudsakligen att svärdet är ett farligt vapen.
Det är viktigt att undvika att dra en katana så att eggen skär på insidan av baljan (20). Själva klingan (22), sori till en katana förvaras separat i en shirasaya, som är en helt outsmyckad simpel balja med en kavel (8), tsuka, som båda består av enbart trä. En shirasaya ser lätt ut som en enda träpinne på lite håll, men de är absolut inte till för att slåss med. Träkaveln är mycket instabil och kan gå sönder relativt lätt. Det händer att shirasaya förväxlas med svärd monterade i käppar, som vissa samurajer använde efter att krigarklassen hade avskaffats.

### Svärdsteknik
Hur katanan hanteras för sitt ändamål är en huvuddel av japansk stridskonst budō, och studeras och övas inom olika skolor av koryū bujutsu och gendai budō, mer specifikt inom  iaidō och kendō. Uppträdande, vett och etikett är inte oväsentligt.

## Myter
Många moderna myter florerar kring katanan, ofta underblåsta av hollywoodfilmer, försäljare och en del kampsportsutövare. Här följer några:
1. "Katanan är överlägsen europeiska svärd" - Detta stämmer inte alls. Katanor och europeiska svärd är två helt skilda saker, så det är svårt att jämföra de två vapnen. De är dock båda två utmärkta vapen i sin rätta miljö. En katana skulle få stora problem om den skulle användas mot en plåtrustning till exempel. Inte för att ett europeiskt svärd skulle ha det lätt, men katanan med sin hårda egg hade haft större problem. Dessutom är katana överlag ömtåligare än europeiska svärd.
2. "Pareringar med bladet var nästan helt okända i japansk krigskonst. Japansk fäktning bygger på ett dödande hugg och undvikande av kontakt med motståndarens klinga". I Japan saknades sköldar och krigaren var i högre grad beroende av att parera med svärdet än sina europeiska kollegor. Vidare praktiseras pareringar friskt inom modern kendō (japansk svärdsfäktning).
3. "En katana kan hugga igenom en kulsprutas pipa/stridsvagn/betongpelare/bil" - Detta kan nog de flesta med en vag uppfattning om vad metallurgi är förstå vara en ren felaktighet. Ett svärd är en bit stål, och måste följa naturlagarna precis som allt här i världen.
4. "En katana består av flera miljoner lager stål" - detta är också felaktigt. En traditionellt smidd katana består visserligen av många lager stål, men stålet viks enligt traditionen bara 12-16 gånger. Det bildar då ca 65000 lager (exakt antal är 65536). Varje gång stålet viks fördubblas antalet lager. Viks stålet en gång får man två lager, viks det två gånger, blir antalet lager fyra och så vidare. Viks stålet fler än detta antal gånger, kan stålet återgå till sin första homogena form.

## Wallhangers
En "Wallhanger" (engelska för "vägghängare") är en nedsättande term som i svärdkretsar används för att beteckna ett oanvändbart svärd, som bara duger att hänga på väggen. Detta är något som i synnerhet gäller många katana, eftersom den är ett mycket populärt svärd.